# Primo e ultimo
Primo e ultimo è stato un programma Mediaset, condotto da Teo Mammucari con Melissa Satta e Ciccio Graziani e scritto da Giovanni Benincasa, Manolo Bernardo, Antonio Miglietta e Cristiano Strambi. La regia è di Sergio Colabona.
La prima puntata è andata in onda l'11 settembre 2008.
Dal 10 giugno 2010 il programma è stato replicato.
Il programma è tratto dal format Endemol UK "First and Last". È un game show dove lo spettacolo è assicurato dai concorrenti che, partiti in undici, si ritroveranno in tre, al termine di quattro prove, a contendersi il montepremi in palio. Semplice il meccanismo che si rifà al titolo stesso del programma dove a vincere saranno tutti fuorché il "Primo e Ultimo".